# Kościół Wniebowzięcia Najświętszej Maryi Panny w Wojcieszowie
Kościół Wniebowzięcia Najświętszej Maryi Panny – rzymskokatolicki kościół parafialny należący do dekanatu Jelenia Góra Wschód diecezji legnickiej.

## Architektura
Jest to budowla wybudowana na początku XIV wieku i odrestaurowana w XIX wieku. Świątynia jest murowana, jednonawowa, posiadająca prezbiterium zbudowane na planie prostokąta, nakryte sklepieniem krzyżowym bez żeber, powstałym zapewne w XVI wieku. Na ścianach kościoła zachowało się pięć całopostaciowych nagrobków rodziny Seidlitzów wykonanych na początku XVII wieku.

## Wyposażenie
Ołtarz główny powstał w XVIII wieku i reprezentuje styl barokowy. Umieszczony jest w nim obraz Wniebowzięcia namalowany w XIX wieku. Z XVI wieku pochodzą drewniane figury Matki Boskiej, św. Jana Nepomucena i św. Jana Ewangelisty. W posadzkę prezbiterium są wmurowane kamienne płyty nagrobne z okresu średniowiecza. We wnętrzu świątyni są umieszczone trzy gotyckie figury drewniane przedstawiające: Madonnę datowaną na 1500 rok oraz dwie święte powstałe w drugim dziesięcioleciu XVI wieku.
W południowym murze zewnętrznym wmurowane są m.in. późnorenesansowe epitafia: 
- Kattariny von Seidlitz (zm. 1604)  z dwoma rzędami herbów rodowych:
  - górny rząd, od lewej herby von: Ratzkin, Hartitsch, Liebanau, Sala;
  - dolny rząd, od lewej herby von: Beisatz, Wolfsdorfer, Doler, Rechenberg[4][5][6]
- Christoffa von Seidlitz (zm. 1609) uwiecznionego w pozycji klęczącej, płyta wykonany z czerwonego marmuru również zawiera dwa rzędy herbów rodowych:
  - górny, od lewej von: Seydlitz, Tschirnhaus, Üchtritz, Zedlitz;
  - dolny od lewej von: Liebenthal, Mesenau, Metzrade, Schellendorf[7].

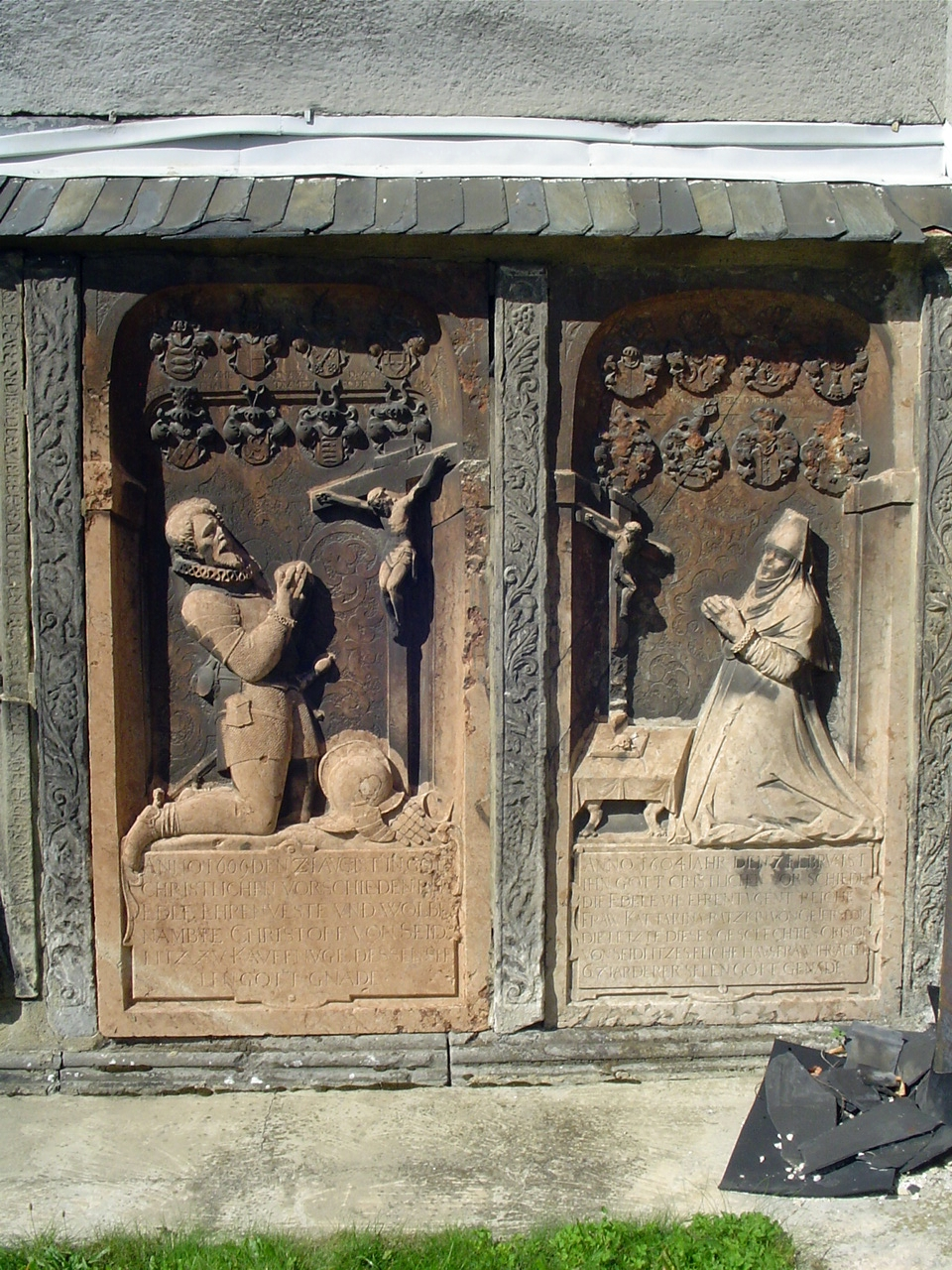
Epitafia
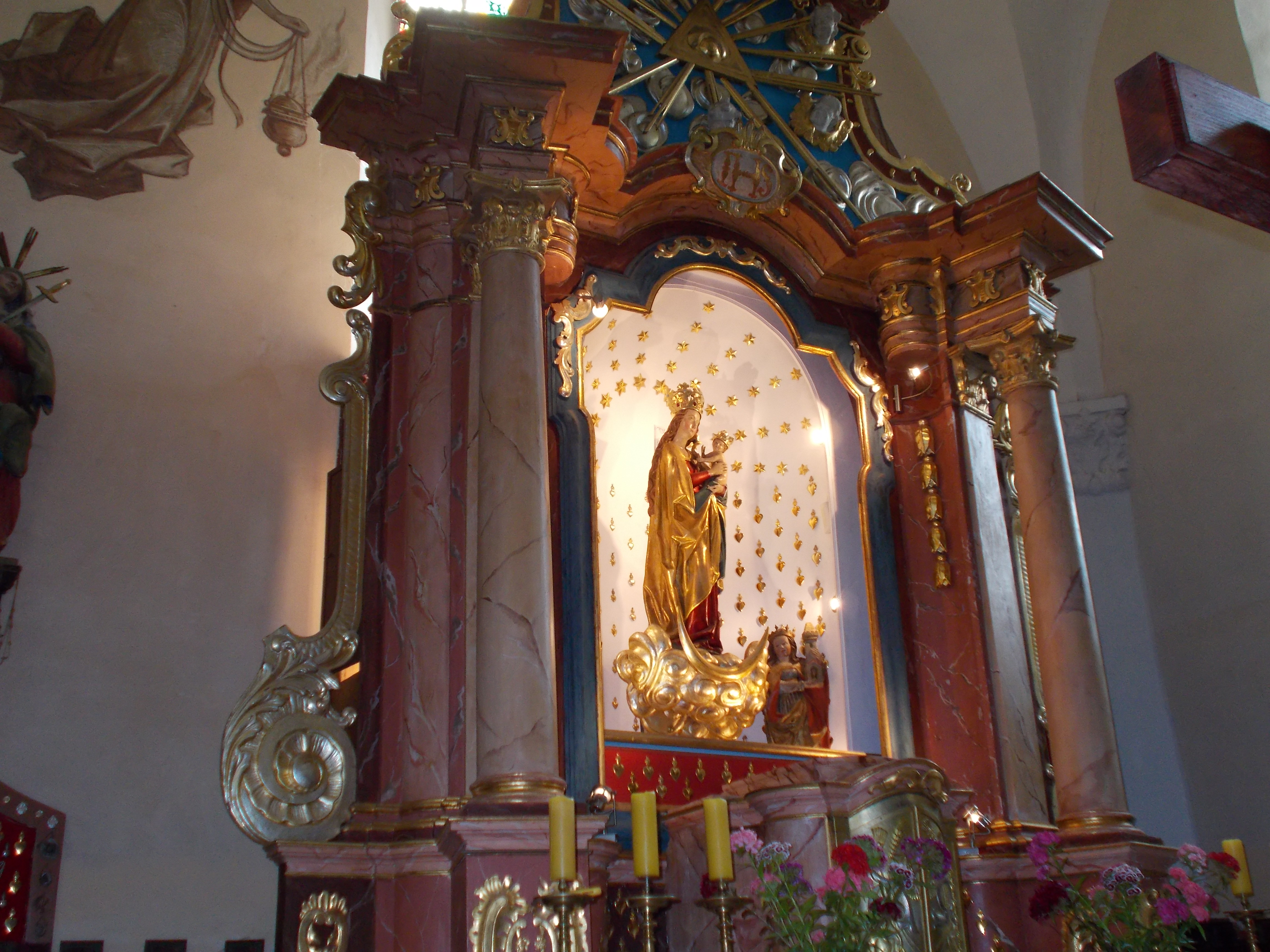
Cudowna figura MB
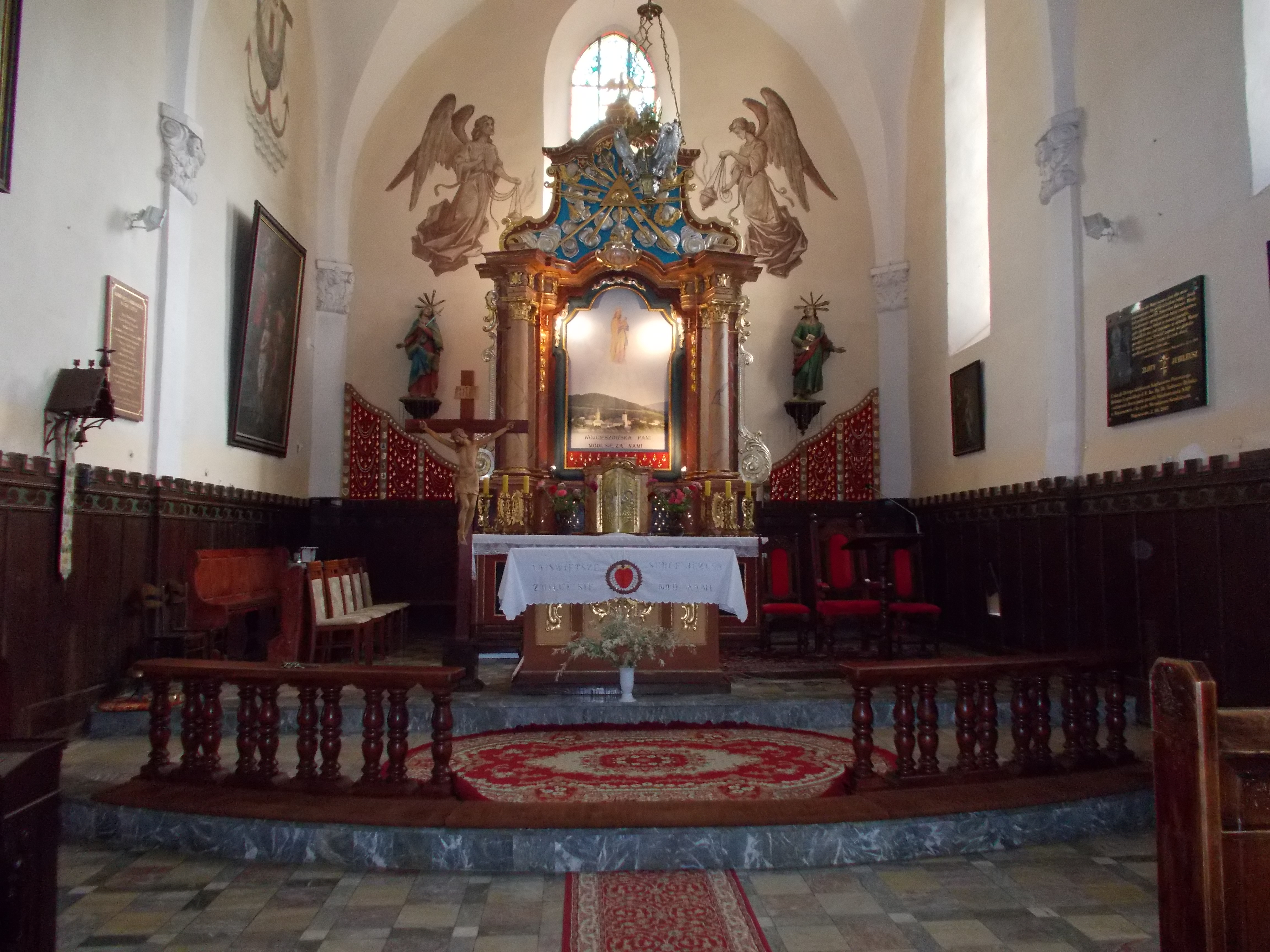
Wnętrze kościoła
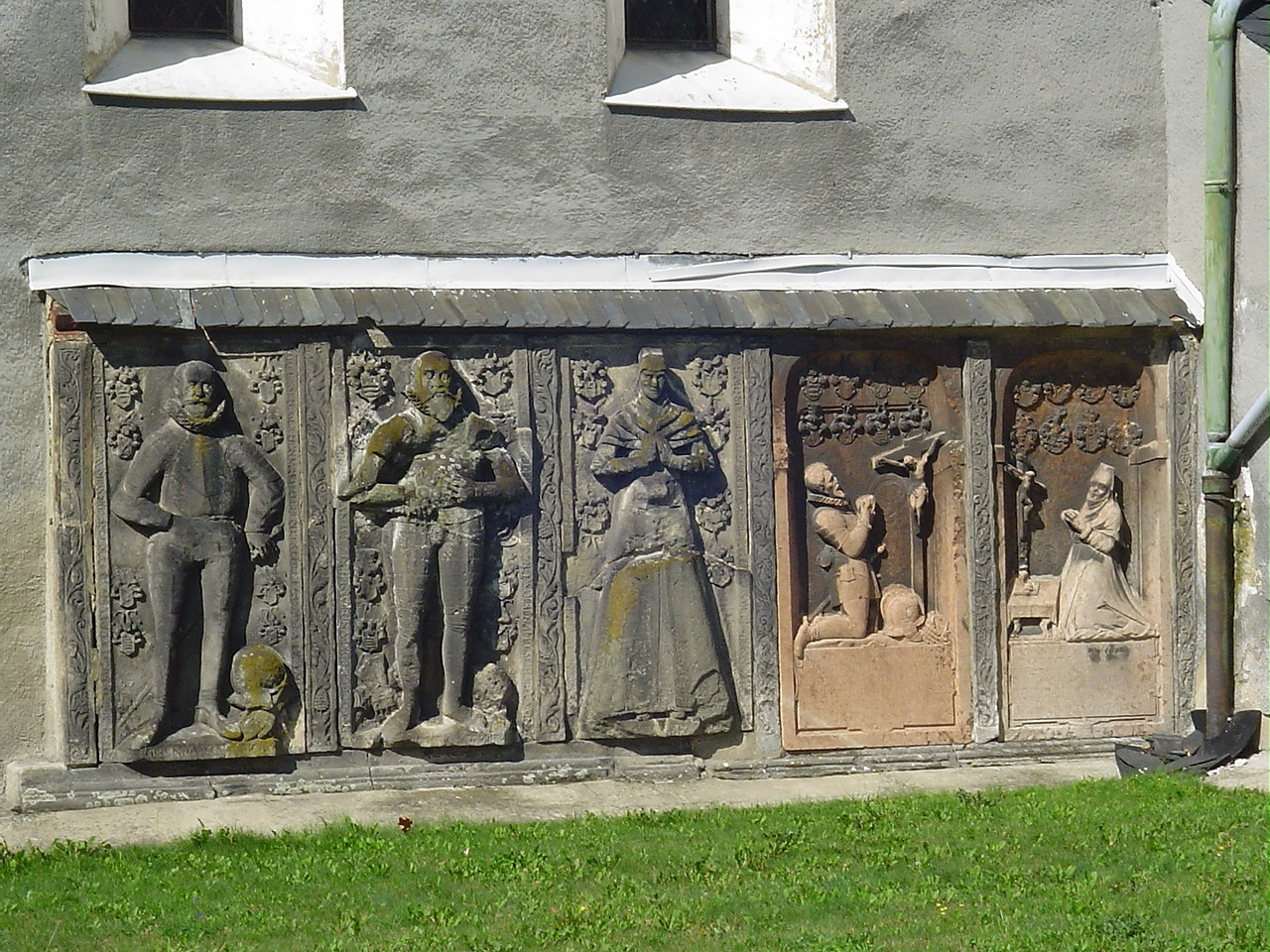
Epitafia

## Sanktuarium Matki Bożej Wojcieszowskiej
15 września 2008 r. biskup legnicki Stefan Cichy ogłosił dekretem kościół WNMP lokalnym sanktuarium maryjnym. Cudowna figura MB  z Dzieciątkiem Jezus z roku 1490 znajduje się ołtarzu głównym ustawionym w prezbiterium kościoła. Jest  zasłonięta obrazem „Wniebowzięcia - Wojcieszowska Pani módl się za nami”, który jest mechanicznie opuszczany w dół. 
Figura była koronowana przez biskupa diecezjalnego 17 marca 2007 r., w IV Niedzielę Wielkiego Postu. Matka Boża Wojcieszowska zwana też jest Wojcieszowską Piękną Madonną.